# 離散微積分
離散微積分（英語：discrete calculus）或離散函數微積分（英語：calculus of discrete functions）、和分差分學，是數學中研究「增量」變化的領域，如同幾何學研究形狀、代數學研究算術運算的推廣。Calculus 這一詞源自拉丁文，原意是「小石子」；由於過去人們用小石子來計算，這個詞的意義逐漸演變，現今通常指一種計算方法。同時，微積分（原稱「無窮小微積分（infinitesimal calculus）」或「無窮小量的微積分（the calculus of infinitesimals）」）則是研究「連續」變化的學問。
離散微積分的切入點有兩個：差分微積分（differential calculus）和 求和微積分（integral calculus）。差分微積分關注增量變化率和分段線性曲線的斜率；求和微積分則關注數量的累積以及分段常數曲線下的面積。兩種觀點透過離散微積分基本定理相互關聯。
變化概念的研究從其離散形式開始。其發展取決於一個參數，即獨立變量的增量 {\displaystyle \Delta x}。如果我們選擇讓這個增量越來越小，就可以將這些概念的連續對應物視為極限來找到。非正式地說，當 {\displaystyle \Delta x\to 0} 時，離散微積分的極限就是無窮小微積分。儘管離散微積分是連續微積分的離散基礎，但其主要價值體現在實際應用中。

## 兩種初始建構
離散差分微積分專門研究函數的差商（difference quotient）的定義、性質與應用。尋找差商的過程稱為微分（differentiation）。給定一個在實數線上多個點有定義的函數，某點的差商是一種表達該函數在小範圍內（即從該點到下一個點）行為的方式。
透過找出函數在其定義域中每對連續點的差商，我們可以得到一個新函數，稱為差商函數（difference quotient function），或簡稱原函數的差商。嚴格來說，差商是一個線性映射，將一個函數作為輸入，並產生另一個函數作為輸出。
這比初等代數中研究的許多過程更為抽象，在初等代數中，函數通常輸入一個數字並輸出另一個數字。例如，如果給定輸入三，倍增函數輸出六；如果給定輸入三，平方函數輸出九。然而，導數（或在離散微積分中叫做差商）可以將平方函數作為輸入。這表示差商會接收平方函數的所有資訊——例如二對應四、三對應九、四對應十六等等——並利用這些資訊來產生另一個函數。對平方函數求差分後所產生的函數，結果會非常接近倍增函數（doubling function）。
假設函數定義在間隔為 {\displaystyle \Delta x=h>0} 的點上：
{\displaystyle a,a+h,a+2h,\ldots ,a+nh,\ldots }
「倍增函數」可以表示為 {\displaystyle g(x)=2x}，而「平方函數」表示為 {\displaystyle f(x)=x^{2}}。差商是函數在區間 {\displaystyle [x,x+h]} 上的變化率，定義其公式為：
{\displaystyle {\frac {f(x+h)-f(x)}{h}}}
它將函數 {\displaystyle f} 作為輸入，即所有資訊——例如二對應四，三對應九，四對應十六等等——並利用這些資訊輸出另一個函數，也就是函數 {\displaystyle g(x)=2x+h}，就如之後將會證明的一樣。為了方便起見，這個新函數可以在上述區間的中點定義：
{\displaystyle a+h/2,a+h/2,a+2h+h/2,\ldots ,a+nh+h/2,\ldots }
由於變化率是針對整個區間 {\displaystyle [x,x+h]} 而言，任何區間內的點都可以作為參考，甚至整個區間都可以作為參考，使得差商成為一個 1-上鏈 (1-cochain)。
差商最常見的記法是：
{\displaystyle {\frac {\Delta f}{\Delta x}}(x+h/2)={\frac {f(x+h)-f(x)}{h}}.}
如果函數的輸入表示時間，那麼差商就表示相對於時間的變化。例如，若 {\displaystyle f} 是一個以時間為輸入並給出球在該時間位置的函數，則 {\displaystyle f} 的差商就是球的位置隨時間變化的情況，也就是球的速度。
如果一個函數是線性的（即如果函數圖形上的點位於一條直線上），則該函數可以寫成 {\displaystyle y=mx+b}，其中 {\displaystyle x} 是自變數，{\displaystyle y} 是應變數，{\displaystyle b} 是 {\displaystyle y} 截距，且：
{\displaystyle m={\frac {\text{rise}}{\text{run}}}={\frac {{\text{change in }}y}{{\text{change in }}x}}={\frac {\Delta y}{\Delta x}}}
正是直線的斜率。

斜率：

然而，若函數不是線性的，則 {\displaystyle y} 的變化量除以 {\displaystyle x} 的變化量就會有所不同。差商賦予了「輸出變化相對於輸入變化」這一概念的確切意義。具體來說，令 {\displaystyle f} 為一個函數，並固定 {\displaystyle f} 的定義域中一點 {\displaystyle x}，則{\displaystyle (x,f(x))} 為函數圖形上的一個點。若 {\displaystyle h} 是 {\displaystyle x} 的增量，則 {\displaystyle x+h} 是 {\displaystyle x} 的下一個值。因此，{\displaystyle (x+h,f(x+h))} 是 {\displaystyle (x,f(x))} 的增量。這兩個點連成的直線之斜率為：
{\displaystyle m={\frac {f(x+h)-f(x)}{(x+h)-x}}={\frac {f(x+h)-f(x)}{h}}.}
故 {\displaystyle m} 是 {\displaystyle (x,f(x))} 和 {\displaystyle (x+h,f(x+h))} 所連成的直線斜率。
這裡有個更具體的例子，平方函數的差商。令 {\displaystyle f(x)=x^{2}} 為平方函數。則：
{\displaystyle {\begin{aligned}{\frac {\Delta f}{\Delta x}}(x)&={(x+h)^{2}-x^{2} \over {h}}\\&={x^{2}+2hx+h^{2}-x^{2} \over {h}}\\&={2hx+h^{2} \over {h}}\\&=2x+h.\end{aligned}}}
差商的差商稱為二階差商（second difference quotient）且定義在：
{\displaystyle a+h,a+2h,a+3h,\ldots ,a+nh,\ldots }
等點上。
離散積分學（discrete integral calculus）主要探討黎曼和的定義、性質與應用。其中，找到黎曼和其值的過程稱為積分（integration）。以術語來說，積分學研究的是一種特定的線性運算子。
黎曼和的輸入為一個函數，而輸出也是一個函數，此輸出函數代表了輸入函數的圖形與 x 軸之間的區域的面積代數和。
最佳的例子就是計算在給定時間內的移動距離。
距離 = 速度·時間
若速度不變，只需要簡單的乘法即可計算距離。但若是速度隨時間變化，就需要將總時間分割成許多時間的小區間，將每小段區間所代表的時間乘以該時間段內的速度得到該區間移動的距離，最後將所有距離加總（即黎曼和）得到總移動距離。

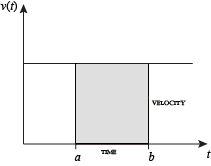
速度不變

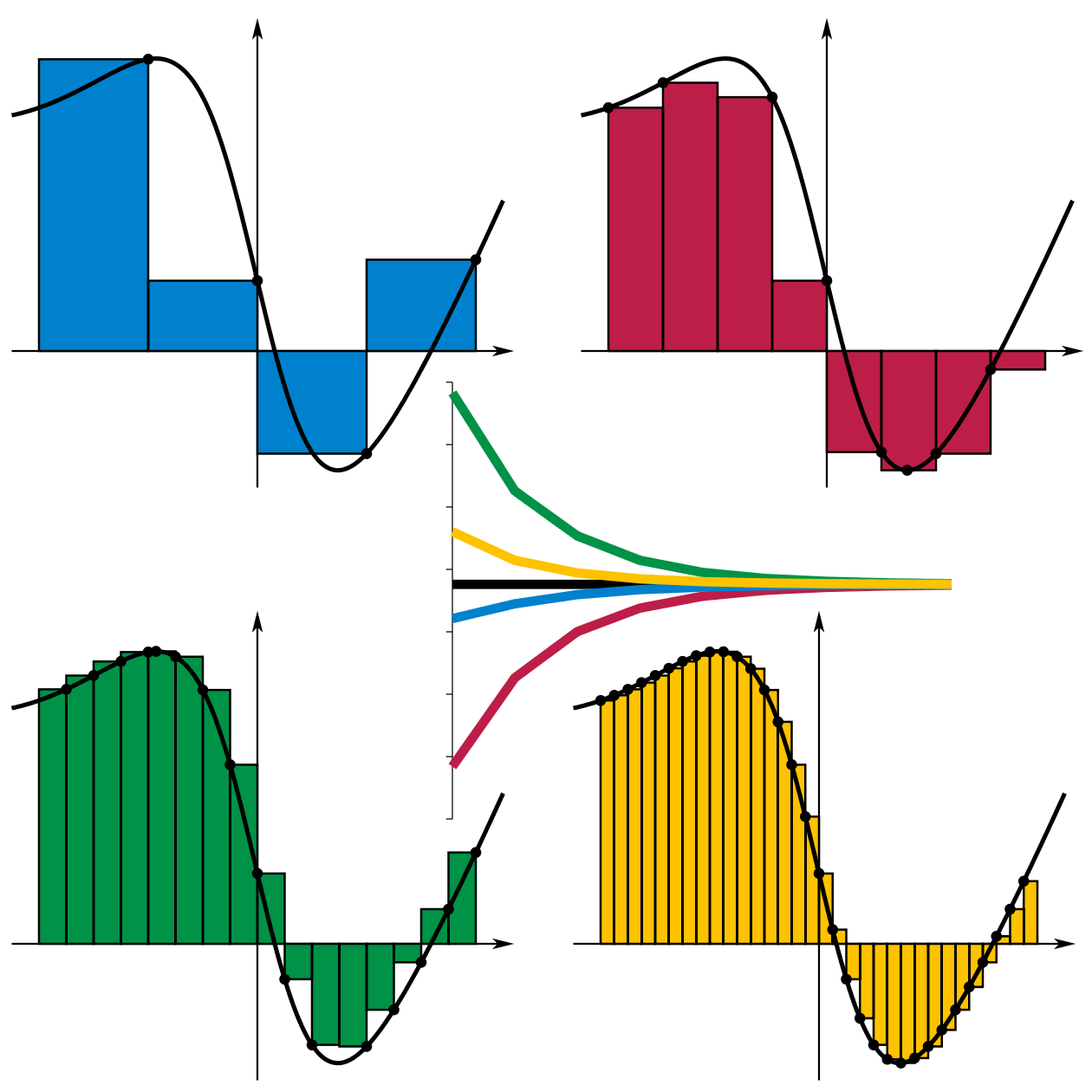
黎曼和計算的是由函數 所定義，在兩個點之間（這裡指 和 ）之間所有長條形的面積。

當速度不變，在給定時間區間內移動的總距離可以透過速度乘以時間計算。例如，以每小時 50 英里的穩定速度行駛 3 小時，總移動距離為 150 英里。如左圖所示，當恆定的速度和時間被繪製時，這兩個值形成一個矩形，其高度等於速度的值，而寬度等於經過的時間。因此，速度和時間的乘積也同時計算了（恆定）速度曲線下的面積。曲線下面積與移動距離之間的關係可以擴展到任何給定的時間段內，速度逐漸變化的不規則形狀區域。若右圖的每個長條形狀表示速度從一個區間到下一個區間的變化，那麼在時間 {\displaystyle a} 到 {\displaystyle b} 之間移動的距離即陰影區域 {\displaystyle s} 的面積。
因此，從 {\displaystyle a} 到 {\displaystyle b} 的區間被分割成若干個等長的小段，每小段的長度以 {\displaystyle \Delta x} 表示。對於每小段，我們有函數 {\displaystyle f(x)} 的一個值，將此值稱為 {\displaystyle v}。則以 {\displaystyle \Delta x} 為寬、{\displaystyle v} 為高的矩形面積就表示了該小段內行駛的距離（時間 {\displaystyle \Delta x} 乘以速度 {\displaystyle v}）。每小段都對應其上方的函數值 {\displaystyle f(x)=v}。所有這些矩形面積的總和，就構成了常數曲線與 x 軸之間的面積，即總移動距離。
設有個函數定義在等長區間 {\displaystyle \Delta x=h>0} 的中點：
{\displaystyle a+h/2,a+h+h/2,a+2h+h/2,\ldots ,a+nh-h/2,\ldots }
則 {\displaystyle a} 到 {\displaystyle b=a+nh} 的黎曼和以求和符號表示為：
{\displaystyle \sum _{i=1}^{n}f(a+ih)\,\Delta x.}
當此計算針對每個 {\displaystyle n} 執行時，新函數會定義在以下這些點上：
{\displaystyle a,a+h,a+2h,\ldots ,a+nh,\ldots }
微積分基本定理指出，微分和積分是逆運算。更精確一點地來說，它將差商與黎曼和聯繫起來。
微積分基本定理：若函數 {\displaystyle f} 定義在 {\displaystyle [a,b]} 的分割上，{\displaystyle b=a+nh}，且若 {\displaystyle F} 是一個其差商為 {\displaystyle f} 的函數，則：
{\displaystyle \sum _{i=0}^{n-1}f(a+ih+h/2)\,\Delta x=F(b)-F(a).}
此外，對於每個 {\textstyle m=0,1,2,\ldots ,n-1}，我們有：
{\displaystyle {\frac {\Delta }{\Delta x}}\sum _{i=0}^{m}f(a+ih+h/2)\,\Delta x=f(a+mh+h/2).}
這也是差分方程式（difference equation）的一個原型解。差分方程式將未知函數與其差分或差商聯繫其來，在科學領域中無處不在。

## 歷史
離散微積分的早期歷史與傳統微積分的歷史密不可分。像差商和黎曼和這樣的基本概念，無論是隱含還是明確地，都出現在定義和證明中。然而一旦取了極限，這些概念就不再顯現。儘管如此，克希荷夫電壓定律（1847 年）可以透過一維離散外導數來表達。
在 20 世紀，離散微積分仍然與無窮小微積分（特別是微分形式）緊密相連，但也開始從代數拓撲中汲取所需，兩者共同發展。主要的貢獻者包括：
- 亨利·龐加萊：三角測量（重心重分、對偶三角剖分）、龐加萊引理、首次證明了廣義的斯托克斯定理，及許多其他貢獻
- 勒伊岑·布勞威爾：單純逼近定理
- 埃利·嘉當、喬治·德拉姆：提出了微分形式的概念、將外微分視為獨立於坐標的線性運算子，以及形式的精確性/閉合性
- 埃米·諾特、海因茨·霍普夫、維托里斯、邁爾：研究了鏈模（modules of chains）、邊界運算子、鏈複形
- 詹姆斯·韋德爾·亞歷山大、所羅門·萊夫謝茨、列夫·龐特里亞金、安德烈·科摩哥洛夫、諾曼·斯廷羅德、愛德華·切赫：發展了早期的上鏈概念
- 赫爾曼·外爾：用邊界和上邊界算子來闡述了克希荷夫定律
- 威廉·瓦倫斯·道格拉斯·霍奇：提出了霍奇星算子、霍奇分解
- 塞繆爾·艾倫伯格、桑德斯·麥克蘭恩、諾曼·斯廷羅德、J·H·C·懷特海德：嚴謹地發展了同調和餘調理論，包括鏈和上鏈複形、杯積
- 哈斯勒·惠特尼：將上鏈視為積分因子

離散微積分的近期發展，從惠特尼開始，主要是由應用建模的需求所推動的。